# Arquidiocese de Sarajevo
A Arquidiocese de Sarajevo ou de Vrhbosna (em latim: Archidioecesis Vrhbosnensis ou Seraiensis, e em bósnio:  Vrhbosanska nadbiskupija) é uma circunscrição eclesiástica da Igreja Católica na Bósnia e Herzegovina. Atualmente é liderada pelo arcebispo Dom Tomo Vukšić.

## Território
A arquidiocese inclui a parte oriental da Bósnia. A sé arquiepiscopal é a cidade de Sarajevo, onde fica a Catedral do Sagrado Coração de Jesus. O território é dividido em 151 paróquias.

Mapa da arquidiocese no território bósnio

## História
Originalmente o território da arquidiocese pertencia à jurisdição da Diocese de Sirmio e da Arquidiocese de Solin (hoje Arquidiocese de Split-Makarska).

## Prelados
|                     | Nome                             | Período    | Notas                                |
| Arcebispos          | Arcebispos                       | Arcebispos | Arcebispos                           |
| ------------------- | -------------------------------- | ---------- | ------------------------------------ |
| 7º                  | Tomo Vukšić                      | 2022-      | Atual                                |
| 6º                  | Vinko Cardeal Puljić             | 1990-2022  | Arcebispo emérito                    |
| 5º                  | Marko Jozinović                  | 1977-1990  |                                      |
| 4º                  | Smiljan Franjo Čekada            | 1970-1976  |                                      |
| 3º                  | Marko Alaupović                  | 1960-1970  |                                      |
| 2º                  | Ivan Šarić                       | 1922-1960  |                                      |
| 1º                  | Josip Stadler                    | 1881-1918  |                                      |
| Arcebispo-coadjutor |                                  |            |                                      |
|                     | Tomo Vukšić                      | 2020-2022  | Atual                                |
| Bispos              |                                  |            |                                      |
| 11º                 | Paskal Vujcic, O.F.M.            | 1866-1881  | Renunciou                            |
| 10º                 | Sebastiano Franković, O.F.M.Obs. | 1861-1864  |                                      |
| 9º                  | Marian Šunić, O.F.M.Obs.         | 1854-1860  |                                      |
| 8º                  | Rafael Barišić, O.F.M.Obs.       | 1832-1846  |                                      |
| 7º                  | Augustin Miletić, O.F.M.         | 1813-1831  |                                      |
| 6º                  | Grgo Ilijić, O.F.M.              | 1799-1813  |                                      |
| 5º                  | Augustin Botoš-Okić, O.F.M.      | 1784-1798  |                                      |
| 4º                  | Marko Dobretić, O.F.M.           | 1772-1784  |                                      |
| 3º                  | Marijan Bogdanović, O.F.M.       | 1767-1772  |                                      |
| 2º                  | Pavao Dragičević, O.F.M.         | 1740-1766  |                                      |
| 1º                  | Matija Delivić, O.F.M.           | 1735-1740  |                                      |
| Bispos-auxiliares   |                                  |            |                                      |
|                     | Pero Sudar                       | 1993-2019  | Bispo auxiliar emérito               |
|                     | Tomislav Jablanović              | 1970-1986  |                                      |
|                     | Marko Alaupović                  | 1950-1960  | Elevado à Arcebispo                  |
|                     | Smiljan Franjo Čekada            | 1939-1940  | Nomeado Bispo de Skopje              |
|                     | Ivan Šarić                       | 1908-1922  | Elevado à Arcebispo                  |
|                     | Anton Bonaventura Jeglič         | 1897-1898  | Nomeado Arcebispo-bispo de Ljubljana |